# 라바 아일랜드 무비
《라바 아일랜드 무비》(영어: The Larva Island Movie)는 2020년 7월 24일에 넷플릭스에서 공개한 대한민국의 애니메이션 영화이다.

## 목소리 출연

### 주역
- 홍범기